# Guerre de Burgondie
Guerre de Burgondie
Batailles
Bataille de Vézeronce - Siège d'Arles
La guerre de Burgondie ou conquête du royaume des Burgondes par les Francs commence en 523. Cette conquête s'achève une dizaine d'années plus tard par le partage du royaume des Burgondes entre les héritiers de Clovis Ier.

## Le contexte
La reine Clotilde, deuxième épouse de Clovis Ier et mère de trois enfants : Clodomir (roi d'Orléans, † 524), Childebert Ier (roi de Paris, † 558) et Clotaire Ier (roi de Soissons puis de tous les Francs, † 561), était depuis longtemps désireuse de venger Chilpéric, son père, que son oncle Gondebaud avait assassiné.
Le royaume des Francs avait été divisé à la mort de Clovis (en 511), entre les quatre fils. Clodomir, héritier du royaume d'Orléans avait des visées d'expansion vers les importantes possessions de Sigismond. Il avait épousé Guntheuca, une princesse burgonde.
En 522, Sigismond, le fils de Gondebaud régnait sur le royaume Burgonde. Fervent chrétien, fondateur de la grande abbaye d'Agaune, conseillé par saint Avit, il se prive du soutien d'une partie de l'aristocratie burgonde en persécutant les ariens. Il se laisse persuader par sa seconde femme et met à mort Sigéric, son fils, que lui avait donné sa première femme, fille du roi ostrogoth Théodoric le Grand, et s'aliène son appui.

## Le conflit
Clodomir voulut-il profiter de ces circonstances pour faire valoir des droits sur le royaume burgonde ?
Le moment semble propice aux héritiers de Clovis, à l'exception de Thierry qui renonce à combattre contre son beau-père. En 523 ses trois frères lancent leurs troupes sur celles du roi burgonde Sigismond et son de frère Godomar qui sont vaincus. Sigismond cherche à s'enfuir à l'abbaye d'Agaune mais il est capturé par Clodomir, emmené en captivité avec sa femme et ses enfants, emprisonné dans le territoire de la ville d'Orléans et finalement assassiné, en 523 avec sa famille. Clodomir donne l'ordre de les jeter dans un puits localisé à Saint-Sigismond, village dans le Loiret. Une église fut construite sur le puits et il devint un lieu de pèlerinage. Son eau guérirait les fièvres.
Godomar III se ressaisit et, soutenu par les grands du royaume de Burgondie, reprend la lutte et lorsque les quatre frères réunis lancent en 524 une nouvelle expédition contre la Burgondie, Godomar réussit à battre les Francs le 21 juin 524 avant l'arrivée de leurs alliés ostrogoths à Vézeronce. Clodomir trouve la mort dans la bataille.
Grégoire de Tours raconte la mort de Clodomir en ces termes : 
«  Or, tandis que Godomar tournait le dos avec son armée et que Clodomir qui le poursuivait, s'était écarté des siens à une grande distance, les adversaires contrefaisant son signe (de ralliement) lui crient : « tourne toi par ici ! dirent-ils car nous sommes tes hommes ». Mais, lui, leur ajoutant foi, partit et se jeta au milieu des ennemis. Sa tête fut coupée et on l'éleva en l'air fixée à une lance. Ce que voyant, les Francs, qui reconnaissaient Clodomir tué, mettent en fuite Godomar après s'être ressaisis, écrasant les Burgondes et soumettent le pays à leur domination… De nouveau Godomar récupéra son royaume… »
Le royaume Burgonde connaît un sursis d'une dizaine d'années.
En 532 ou 533, Clotaire Ier et Childebert Ier reprennent la lutte et s'emparent de la ville d'Autun. Une campagne décisive, à laquelle se joignit Thibert, le fils de Thierry, reprit en 534. Ils capturèrent Godomar et se partagèrent son royaume. Dijon fit partie du lot de Thibert.

### Articles génériques
- Histoire de la Bourgogne
- Histoire de la Suisse

## Sources
- Grégoire de Tours, Historia Francorum, Livre III, paragraphes VI et XI, traduction Robert Latouche, Les classiques de l'histoire de France au Moyen Âge, volume 27, p. 146-147 et 152.